# Bourguyia amarali
Bourguyia amarali era una especie de arácnido del orden Opiliones de la familia Gonyleptidae.
Es un sinónimo de Bourguyia albiornata.